# František Šorm
František Šorm (28. února 1913 Praha – 18. listopadu 1980 Praha) byl český a československý chemik, biochemik, vysokoškolský učitel, předseda ČSAV, politik Komunistické strany Československa a poúnorový poslanec Národního shromáždění ČSSR a Sněmovny lidu Federálního shromáždění.

## Biografie

### Vědecká dráha
Vystudoval Chemicko-technologickou fakultu Vysoké školy technické v Praze a začal pracovat v laboratoři Spolku pro chemickou a hutní výrobu v Praze. Po skončení druhé světové války se habilitoval a roku 1946 nabyl titul profesora Ústavu technologie lučebnin organických a výbušných na Vysoké škole chemicko-technologické v Praze. V roce 1950 se stal profesorem organické chemie na Přírodovědecké fakultě Univerzity Karlovy v Praze. Zde se podílel na vzniku katedry biochemie, která do té doby v Československu jako vědecký obor nebyla rozvíjena. V roce 1950 byl z jeho iniciativy založen Ústřední ústav chemický.
Roku 1952 byl jedním ze zakládajících členů Československé akademie věd jako činovník Ústředí vědeckého výzkumu a Chemického ústavu, který řídil do jeho rozdělení v roce 1960 na Ústav teoretických základů chemické techniky a Ústav organické chemie a biochemie. Od roku 1962 nastoupil po zemřelém Zdeňkovi Nejedlém do čela ČSAV. Na této pozici setrval až do roku 1969. Podílel se na zřízení Ústavu přístrojové techniky ČSAV a Tesly Brno. Přičinil se o vznik prvního přístroje pro měření nukleární magnetické rezonance v Československu. Byl nositelem četných vyznamenání.

### Politická dráha
Po volbách roku 1960 byl za KSČ zvolen do Národního shromáždění ČSSR za hlavní město Praha. Mandát nabyl až dodatečně v červenci 1962 jako náhradník poté, co zemřel poslanec Zdeněk Nejedlý, kterého tak nahradil nejen v čele ČSAV, ale i v poslanecké lavici. Mandát obhájil ve volbách v roce 1964. V Národním shromáždění zasedal až do konce jeho funkčního období v roce 1968.
Zastával i stranické funkce. 11. sjezd KSČ ho zvolil za kandidáta Ústředního výboru Komunistické strany Československa. 12. sjezd KSČ a 13. sjezd KSČ ho zvolil členem ÚV KSČ.
Jeho kariéra skončila náhle v roce 1969 poté, co odmítl vyslovit souhlas s invazí vojsk Varšavské smlouvy do Československa. V důsledku federalizace Československa usedl sice ještě roku 1969 do Sněmovny lidu Federálního shromáždění (volební obvod Praha 1 – Hrad), ale zde setrval jen do prosince 1969, kdy rezignoval na poslaneckou funkci. 26. září 1969 byl rovněž „uvolněn“ z funkce člena ÚV KSČ.